# محمد شهيد
محمد شهيد (ولد في 8 يوليو 1989) هو رجل أعمال ومقاتل فنون القتال المختلطة من البحرين. هو الرئيس التنفيذي لشركة خالد بن حمد آل خليفة لفنون القتال المختلطة ورئيس اتحاد القتال الشجاع لفنون القتال المختلطة والذي يملكه ويدعمه خالد بن حمد آل خليفة. كان محمد شهيد أول مقاتل فنون القتال المختلطة بحريني يتنافس في أحداث عالمية. تم إعطائه دورا إداريا لتطوير فنون القتال المختلطة في البحرين كرئيس تنفيذي لشركة خالد بن حمد آل خليفة لفنون القتال المختلطة. أنشأت البحرين فريقا وطنيا إلى جانب جلب المواهب العالمية لتسهيل نمو شركة خالد بن حمد آل خليفة لفنون القتال المختلطة في البحرين.

## مسيرة فنون القتال المختلطة
بدأ محمد شهيد مسيرته المهنية كمقاتل في دوري سوبر فيت وبوديفورس لفنون القتال المختلطة. أصبح المقاتل الأول من دول مجلس التعاون الخليجي والمقاتل الوحيد من البحرين الذي يمثله في دوري سوبر القتال. أصبح المقاتل الأول من الشرق الأوسط الذي يشارك في الحدث الرئيسي لفنون القتال المختلطة. يحمل سجل 4-2-0 في مسيرته الرياضية.

## اتحاد قتال الشجعان
تأسس اتحاد قتال الشجعان من قبل خالد بن حمد آل خليفة كأكبر مركز لفنون القتال المختلطة في الشرق الأوسط. تم تعيين شهيد كأول رئيس لاتحاد قتال الشجعان. تحت قيادة وتوجيه خالد بن حمد آل خليفة تمكن شهيد من إدارة الترويج لثمانية أحداث في البرازيل والهند والمكسيك والإمارات والبحرين وكازاخستان في غضون عام.
أعلن محمد شهيد استضافة اتحاد قتال الشجعان في ريو دي جانيرو وساو باولو في آخر لقاء قتالي له في البرازيل.

## قائمة الأفلام
محمد شهيد ظهر في أحد مشاهد الفيلم الوثائقي ابتسامة.

## روابط خارجية
- محمد شهيد على موقع IMDb (الإنجليزية)
- محمد شهيد على موقع شيردوغ (الإنجليزية)